# Octave (film)
Pour les articles homonymes, voir Octave.
Pour plus de détails, voir Fiche technique et Distribution.
Octave est un film français réalisé par Louis Mercanton et sorti en 1931. 

## Fiche technique
- Titre : Octave
- Réalisation : Louis Mercanton
- Scénario : Henri Géroule et Yves Mirande
- Photographie : Fred Langenfeld
- Production : Studios Paramount
- Pays  :  France
- Durée : 28 minutes
- Date de sortie : France - 1931

## Distribution
- Noël-Noël
- Marcel André
- Emile Riandreys
- Yvonne Hébert
- Georges Bever
- André Siméon
- Paul Faivre